# Canthon humectus
Canthon humectus är en skalbaggsart som beskrevs av Thomas Say 1831. Canthon humectus ingår i släktet Canthon och familjen bladhorningar.

## Underarter
Arten delas in i följande underarter:
- C. h. riverai
- C. h. blumei
- C. h. assimilis
- C. h. alvarengai
- C. h. hidalgoensis
- C. h. incisus
- C. h. sayi